# Lerista bunglebungle
Lerista bunglebungle este o specie de șopârle din genul Lerista, familia Scincidae, descrisă de Storr 1991. Conform Catalogue of Life specia Lerista bunglebungle nu are subspecii cunoscute.